# Lena Berntsson
Lena Carina Berntsson, född 4 november 1978 i Annedal, Göteborg är en svensk tyngdlyftare och friidrottare, i första hand sprinter. Hon har vunnit SM i båda sporterna. Berntsson är utbildad arbetsterapeut. Hon är yngre syster till Annika Berntsson.
Berntsson belönades 2011 med Stora grabbars och tjejers märke nummer 511 i friidrott.

## Friidrott
Berntsson tävlar i friidrott för Ullevi FK i Göteborg och vann mellan 1996 och 2014 ett antal medaljer i SM. 
Efter en rad personliga rekord under inomhussäsongen 2008 kvalificerade hon sig till sitt första internationella mästerskap, inomhus-VM i Valencia, där hon nådde semifinal på 60 meter. I semifinalen kom hon på fjärde plats på personliga rekordtiden inomhus 7,26 sekunder. Den tiden tangerade hon året därpå i finalen vid inomhus-EM i Turin, där tiden räckte till en femteplats.
Vid inomhus-VM 2010 i Doha, Qatar, deltog hon på 60 meter och tog sig till semifinal men blev sedan utslagen efter 7,39 i försöken och 7,41 i semifinalen. På sommaren 2010 deltog hon vid EM i spanska Barcelona. Hon tävlade dels individuellt på 100 meter men slogs ut direkt i försöken, tid 11,84, och dels i stafett 4x100 meter ihop med Emma Rienas, Elin Backman och Moa Hjelmer där laget lyckades ta sig till final och där kom sjua på nytt årsbästa.
2011 deltog hon på 60 meter vid inomhus-EM i Paris, men slogs ut i försöken.
Berntsson sprang vid EM 2012 i Helsingfors stafett 4x100 meter tillsammans med Julia Skugge, Freja Jernstig och Erica Jarder, men laget blev diskvalificerat i försöken.
I friidrott tränas hon av Anders Palmqvist.

## Tyngdlyftning
Lena Berntsson tävlar tyngdlyftning för Mosseberg AK i Göteborg i 53-kg-klassen. 2006 tog hon brons i SM och 2007 tog hon silver och fick under hösten 2007 representera Sverige i tyngdlyftningslandslaget för första gången och kom 3:a i nordiska mästerskapen. På hösten 2009 tävlade hon på VM i koreanska Goyang. Hon deltog i 53 kg-klassen, vägde in på 52.99, och blev 15:e på nya svenska rekordet 160 kg (ryck: 70 kg, stöt: 90 kg). 
I tyngdlyftning tränas hon av Staffan Bergqvist.

## Meriter
| Årsbästa |                       |                      |
| År       | 100 m ute             | 60 m inne            |
| 2011     |                       | 7,39 s               |
| 2010     | 11,84                 | 7,35 s               |
| 2009     | 11,50                 | 7,26 s               |
| 2008     | 11,68                 | 7,26 s               |
| 2007     | 11,66 s[källa behövs] | 7,44 s[källa behövs] |
| 2006     | 12,23 s[källa behövs] | 7,75 s[källa behövs] |
| 2005     |                       |                      |
| 2004     | 11,94 s[källa behövs] | 7,59 s[källa behövs] |
| 2003     | 12,19 s[källa behövs] | 7,62 s[källa behövs] |
| 2002     | 12,16 s[källa behövs] |                      |
| 2001     | 11,83 s[källa behövs] | 7,42 s               |
| 2000     |                       | 7,44 s               |

Friidrott
- SM-guld utomhus 100 meter: 2007, 2009, 2010
- SM-guld utomhus 200 meter: 2009
- SM-guld utomhus 100 meter häck: 2008
- SM-guld utomhus stafett 4x100 meter: 2001, 2008
- SM-guld inomhus 60 meter: 2008, 2009, 2010, 2011
- SM-guld inomhus 60 meter häck: 2008

Tyngdlyftning
- SM-Silver
- NM-brons
- Lag-SM-guld

## Personliga rekord
| Utomhus - 100 meter – 11,50 (Malmö 1 augusti 2009) - 150 meter – 17,75 (Lerum 17 augusti 2008) - 200 meter – 23,66 (Leiden, Nederländerna 13 juni 2009) - 300 meter – 42,62 (Göteborg 27 augusti 2002) - 400 meter – 59,85 (Stockholm 31 augusti 2010) - 100 meter häck – 13,74 (Uden, Nederländerna 12 juli 2008) - 100 meter häck – 13,74 (Helsingfors, Finland 30 augusti 2008) - 100 meter häck – 13,58 (medvind) (Istanbul, Turkiet 22 juni 2008) | Inomhus - 60 meter – 7,26 (Valencia, Spanien 7 mars 2008) - 60 meter – 7,26 (Turin, Italien 8 mars 2009) - 200 meter – 24,39 (Reykjavik, Island 18 januari 2009) - 60 meter häck – 8,33 (Göteborg 29 januari 2008) - 60 meter häck – 8,41 (Malmö 24 februari 2008) |

### Fotnoter
1. ↑  ”Stora SM 2007”. trackandfield.se. Arkiverad från originalet den 4 maj 2013. https://archive.is/20130504152109/http://www.proteamonline.se/storage/customers/978/editor/resultat%20sm%20i%20friidrott%202007.html. Läst 19 april 2013.
2. ↑  ”Stora SM 2008, dag 3”. trackandfield.se. Arkiverad från originalet den 24 augusti 2010. https://web.archive.org/web/20100824041425/http://www.trackandfield.se/Resultat/2008/080803.htm. Läst 20 maj 2013.
3. 1 2  ”Stora SM 2009”. Arkiverad från originalet den 8 november 2015. https://archive.is/20151108174509/http://web.archive.org/web/20091213202749/http%3A//88.131.109.176/folksam/sm09/resultat.php. Läst 23 april 2013.
4. ↑  ”Stora SM 2010, dag 4”. trackandfield.se. Arkiverad från originalet den 27 september 2013. https://web.archive.org/web/20130927090733/http://www.trackandfield.se/resultat/2010/100822.htm. Läst 2 september 2013.
5. ↑  ”Stora SM 2008, dag 1”. trackandfield.se. Arkiverad från originalet den 24 augusti 2010. https://web.archive.org/web/20100824041359/http://www.trackandfield.se/Resultat/2008/080801.htm. Läst 20 maj 2013.
6. 1 2 3 4 5 6  Wiger 2006, s. 246.
7. ↑  ”Stafett-SM 2008”. Arkiverad från originalet den 9 juni 2009. https://web.archive.org/web/20090609064617/http://www.stafett-sm.se/resultat. Läst 25 mars 2015.
8. ↑  ”Stafett-SM 2010”. ranas4h.nu. Arkiverad från originalet den 8 december 2015. https://web.archive.org/web/20151208144853/http://www.ranas4h.nu/resultat/2010/stafett-sm.html. Läst 29 maj 2013.
9. ↑  ”Stafett-SM 2011” (pdf). Arkiverad från originalet den 6 april 2015. https://web.archive.org/web/20150406214723/http://www.proteamonline.se/storage/customers/2202/editor/resultat_2011/Stafett_SM_2011_Res.pdf. Läst 22 maj 2013.
10. ↑  Wiger 2006, s. 251.
11. ↑  ”Stora inne-SM 2007, resultat” (htm). idrottonline.se. Arkiverad från originalet den 11 april 2015. https://web.archive.org/web/20150411214031/http://iof2.idrottonline.se/ImageVaultFiles/id_16670/cf_78/070225ism.HTM. Läst 12 april 2015.
12. 1 2  ”Stora inne-SM 2008, resultat” (pdf). mai.se. Arkiverad från originalet den 14 april 2015. https://web.archive.org/web/20150414002300/http://www.mai.se/resultat/resultat_inne-sm_2008.pdf. Läst 11 april 2015.
13. ↑  ”Stora inne-SM 2009 dag 1, resultat”. ism2009.se. Arkiverad från originalet den 11 augusti 2010. https://web.archive.org/web/20100811153235/http://www.ism2009.se/filer/resultat_dag1.html. Läst 17 juli 2012.
14. ↑  ”Stora inne-SM 2010 dag 1, resultat”. friidrott.stockholm.se. http://www.friidrott.stockholm.se/ISM2010/Page.asp?PageIdentifier=RESLORDAG. Läst 19 juli 2012.
15. ↑  ”Stora inne-SM 2011 dag 1, resultat”. trackandfield.se. Arkiverad från originalet den 5 oktober 2012. https://web.archive.org/web/20121005022150/http://www.trackandfield.se/resultat/2011/110226.htm. Läst 19 juli 2012.
16. ↑  ”Stora inne-SM 2012, resultat”. trackandfield.se. Arkiverad från originalet den 4 mars 2016. https://web.archive.org/web/20160304224853/http://www.trackandfield.se/Resultat/2012/120218_19.htm. Läst 19 juli 2012.
17. ↑  ”Stora inne-SM 2014 dag 1, resultat”. trackandfield.se. http://www.trackandfield.se/resultat/2014/140222.htm. Läst 14 januari 2015.
18. ↑  Sveriges befolkning
1990:
Berntsson, Lena Carina
19. ↑  ”SM-guld till Berntsson efter rekord”. Sveriges Radio. 2 juli 2013. http://sverigesradio.se/sida/artikel.aspx?programid=179&artikel=5581218.
20. ↑  Aftonbladet - I eliten – i två idrotter
21. ↑  ”Stora grabbars märke”. friidrott.se. Arkiverad från originalet den 31 mars 2016. https://web.archive.org/web/20160331202525/http://www.friidrott.se/historik/storagrabbar.aspx. Läst 15 september 2016.
22. ↑  ”Stora Grabbar personpresentation”. storagrabbar.se. http://www.storagrabbar.se/grabbar_11.html. Läst 15 september 2016.
23. ↑  ”60 Metres Women - 12th IAAF World Indoor Championships Valencia (Velódromo Luis Puig), ESP, Spain 07 Mar 2008 - 09 Mar 2008” (på engelska). iaaf.org. https://www.iaaf.org/results/iaaf-world-indoor-championships/2008/12th-iaaf-world-indoor-championships-3656/women/60-metres/semi-final/result. Läst 23 januari 2017.
24. ↑  ”European Athletics Indoor Championships - Turin 2009” (på engelska). european-athletics.org. http://www.european-athletics.org/competitions/european-athletics-indoor-championships/history/year=2009/results/index.html. Läst 27 augusti 2017.
25. ↑  ”60 Metres Women - 13th IAAF World Indoor Championships  Doha (Aspire Dome), Qatar 12 Mars 2010 - 14 Mar 2010” (på engelska). iaaf.org. https://www.iaaf.org/results/iaaf-world-indoor-championships/2010/13th-iaaf-world-indoor-championships-4144/women/60-metres/semi-final/result. Läst 22 januari 2017.
26. ↑  ”Sex slogs ut under förmiddan”. friidrott.se. 28 juli 2010. Arkiverad från originalet den 5 april 2017. https://web.archive.org/web/20170405172530/http://www.friidrott.se/nyheter.aspx?id=11391. Läst 5 april 2017.
27. ↑  ”European Athletics Championships - Barcelona 2010” (på engelska). european-athletics.org. http://www.european-athletics.org/competitions/european-athletics-championships/history/year=2010/results/index.html. Läst 5 april 2017.
28. ↑  ”Nära rekord på 4x100”. friidrott.se. 1 augusti 2010. Arkiverad från originalet den 5 april 2017. https://web.archive.org/web/20170405172653/http://www.friidrott.se/nyheter.aspx?id=11435. Läst 5 april 2017.
29. ↑  ”European Athletics Indoor Championships - Paris 2011” (på engelska). european-athletics.org. http://www.european-athletics.org/competitions/european-athletics-indoor-championships/history/year=2011/results/index.html#. Läst 25 augusti 2017.
30. ↑  ”European Athletics Championships - Helsinki 2012” (på engelska). european-athletics.org. http://www.european-athletics.org/competitions/european-athletics-championships/history/year=2012/results/index.html. Läst 2 april 2017.
31. ↑  ”Live-rapport från EM, dag 4”. friidrott.se. 30 juni 2012. Arkiverad från originalet den 3 april 2017. https://web.archive.org/web/20170403020019/http://www.friidrott.se/live.aspx?id=198&day=4. Läst 2 april 2017.
32. 1 2 3 4 5 6 7 8 9 10 11 12 13 14 15  ”Personsida hos IAAF” (på engelska). iaaf.org. https://www.iaaf.org/athletes/sweden/lena-berntsson-174267. Läst 19 september 2016.
33. 1 2 3 4 5 6 7 8 9  ”Personsida på AllAthletics” (på engelska). all-athletics.com. Arkiverad från originalet den 19 september 2016. https://web.archive.org/web/20160919152402/http://www.all-athletics.com/node/148123. Läst 19 september 2016.
34. 1 2 3 4 5 6 7  ”Personsida på European Athletics' webbplats” (på engelska). european-athletics.org. http://www.european-athletics.org/athletes/group=b/athlete=133028-berntsson-lena/index.html. Läst 19 september 2016.